# تی-۷۰

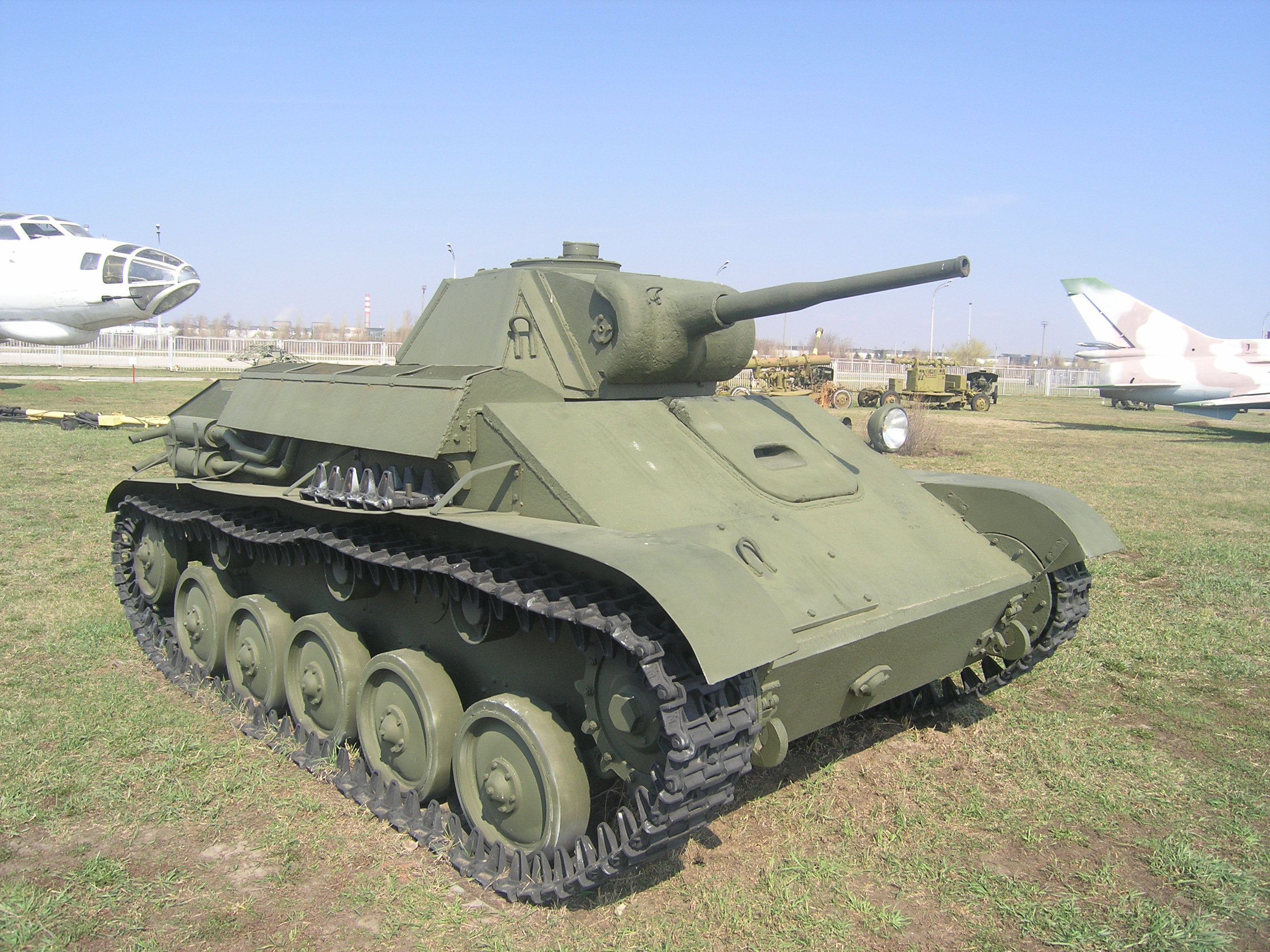
تانک تی-۷۰

تی-۷۰ تانک سبکی بود که توسط ارتش سرخ در جنگ جهانی دوم استفاده می‌شد و جایگزین هر دو تانک تی-۶۰ برای دیده‌بانی و شناسایی و تی-۵۰ تانک سبک برای حمایت از پیاده‌نظام شد.
تی ۸۰ تانک سبک نسخه‌های پیشرفته‌تر تی ۷۰ بود. با برج کوچکی که دو نفر در آن جا می‌گرفتند. آن را فقط در تعداد بسیار کمی تولید کردند تا زمانی که تولید تانک‌های سبک رها شده بود.